# Bannio Anzino
Bannio Anzino – miejscowość i gmina we Włoszech, w regionie Piemont, w prowincji Cusio Ossola, w dolinie Valle Anzasca w Alpach Pennińskich.
Położona około 100 kilometrów na północny wschód od Turynu i około 40 kilometrów na zachód od Verbanii.
Według danych na rok 2004 gminę zamieszkiwały 584 osoby, 15,4 os./km².